# Alexandre Levy
Alexandre Levy (ur. 10 listopada 1864 w São Paulo, zm. 17 stycznia 1892 tamże) – brazylijski kompozytor i pianista pochodzenia francuskiego.

## Życiorys
Pochodził z rodziny o tradycjach muzycznych, uczył się kompozycji i gry na fortepianie. W 1883 roku jego staraniem utworzono w São Paulo Clube Haydn, gdzie odbywały się koncerty muzyki kameralnej i symfonicznej. W 1887 roku wyjechał do Europy, gdzie przebywał przez krótki czas w Mediolanie i Paryżu. Brał wówczas lekcje u Émile’a Duranda. Po powrocie do Brazylii bezskutecznie próbował powołać do życia orkiestrę symfoniczną. W 1892 roku otrzymał nagrodę za symfonię Columbus Celebration.
Skomponował m.in. poemat symfoniczny Comala (1890), Suite brasileira na orkiestrę (1890), a także liczne utwory fortepianowe. W swojej twórczości na szeroką skalę wykorzystywał elementy brazylijskiego miejskiego folkloru muzycznego, stosując zwroty rytmiczne typowe dla tańców (maxixe, samba, tango). Swoją działalnością przyczynił się do rozwoju kierunku narodowego w muzyce brazylijskiej.